# Lyamgungwe
Lyamgungwe ist ein Verwaltungsbezirk (englisch Ward) des Distrikts Iringa in der tansanischen Region Iringa.

## Geografie
Lyamgungwe liegt im südlichen Hochland von Tansania etwa 20 Kilometer südwestlich der Regionshauptstadt Iringa. Der Bezirk grenzt im Norden an Luhota, im Osten an Maguliwa, im Süden an Ukumbi und im Westen an Mgama und Mseke. Bei der Volkszählung 2022 lebten 11.161 Menschen in 2866 Haushalten auf einer Fläche von 141 Quadratkilometern.

## Gliederung
Der Bezirk besteht aus fünf Gemeinden (swahili Mtaa) mit 36 Orten (Kitongoji):
| Lupembelwasenga - Ruaha - Ifiyavanu A - Ifiyavanu B - Mhegele - Igonitamwa - Imalinyi | Kikombwe - Nyanyamba - Iwawa - Isoliwaya - Kikombwe - Igumla - Mkwee | Igunda - Lukingi - Mlolo - Lumuma - Ilamba | Malagosi - Msombe - Malagosi Ofisini - Wotalisoli - Kihawa - Itovikami - Nzivila - Igangasenga - Ibumila - Maumbamatali - Ngongwa | Lyamgungwe - Mtanangwe - Ulongambi A - Ulongambi B - Ulonge A - Ulonge B - Igogi - Nyabula - Mita - Kihanga - Kimwaga |

## Wirtschaft und Infrastruktur
- Bildung: Die Isimila Secondary School ist eine staatliche weiterführende Schule, die Tages- und Internatsschüler bis zur 6. Stufe ausbildet.[8]
- Gesundheit:  In den Gemeinden Lupembelwasenga,[9] Kikombwe[10] und Lyamgungwe[11] liegt je eine staatliche Apotheke.